# Петровское (Петровский сельский совет, Волновахский район)
Петро́вское (укр. Петрівське) — село на Украине, находится в Волновахском районе Донецкой области.
Код КОАТУУ — 1421586001. Население по переписи 2001 года составляет 1 209 человек. Почтовый индекс — 85750. Телефонный код — 6244.
10 апреля 2024 года профильный комитет Верховной Рады поддержал переименование села в Давыдовское (укр. Давидовське)

## Адрес местного совета
85710, Донецкая область, Волновахский р-н, с. Петровское, ул. Ленина, 60